# Mica

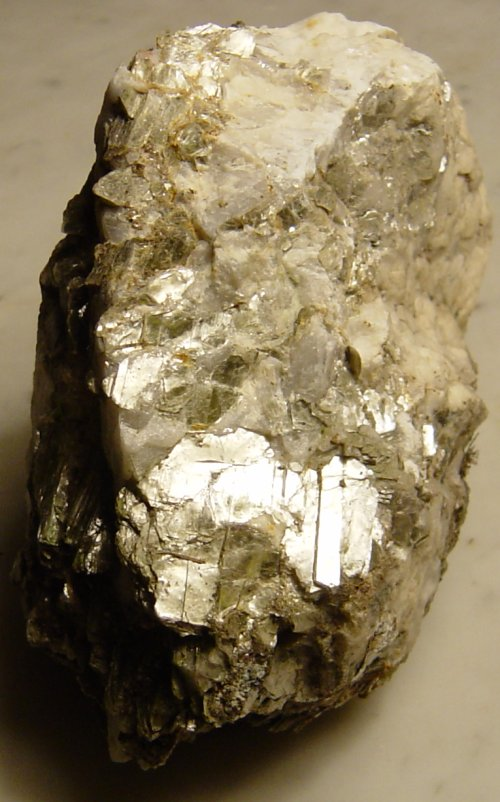
Rocha com mica

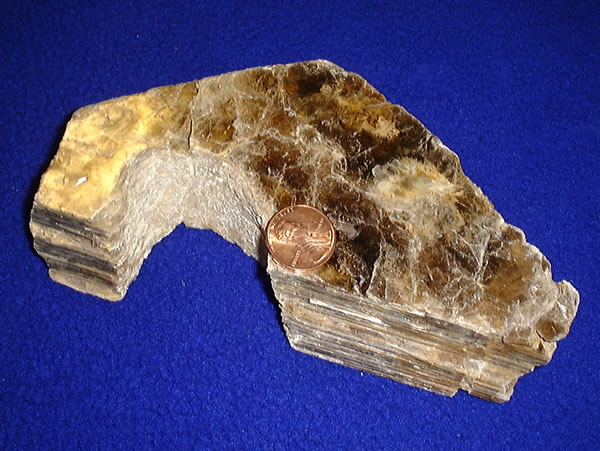
Mica

O grupo de minerais mica inclui diversos minerais proximamente relacionados, do grupo dos filossilicatos, que têm a divisão basal altamente perfeita.  Todos são cristais monoclínicos, com tendência para pseudo-hexagonal, e são similares na composição química. A divisão altamente perfeita, que é a característica mais proeminente da mica, é explicada pela disposição hexagonal de seus átomos ao longo de planos sucessivamente paralelos.
A palavra "mica" pensa-se ser derivada do latim micare, significando brilho, em referência à aparência brilhante deste mineral (especial quando em escalas pequenas). Na classificação das cores possui cor alocromática devido a sua variedade de cores (branca, preta, marrom, roxo, verde). Sua dureza na escala de Mohs é de 2 a 4.
Alguns minerais deste grupo são:
- Biotita
- Moscovita
- Lepidolita
- Flogopita
- Zinnwaldita
- Margarita

## Propriedades e usos
A mica tem uma alta rigidez dielétrica e excelente estabilidade química, tornando-se por isto o material preferido para a confecção de capacitores para aplicações de rádio frequência. Ela também é usada como isolante em equipamentos para alta-tensão. Ela é também um birrefringente sendo comumente usado para fazer um polarizador de onda de 180 e 90 graus.
Devido à resistência ao calor da mica ela é usada no lugar do vidro em janelas para fogões e aquecedores a querosene. Ela é usada também para separar condutores elétricos em cabos que são projetados para possuírem uma resistência ao fogo de forma a garantir a integridade do circuito. A ideia é prevenir que os condutores metálicos se fundam, prevenindo o curto circuito, permitindo que o s cabos permaneçam operacionais na presença do fogo. Isto pode ser importante em aplicações como luzes de emergência.

## Curiosidades
A aventurina é uma variedade de quartzo com inclusões de mica.
Lâminas de mica prensadas são frequentemente usadas no lugar do vidro em estufas.
Mica moscovita é o substrato mais comum usado na preparação de substrato para amostras em microscópio de força atômica.

Alguns tipos de pasta de dente incluem mica branca beneficiada. Ela atua como um abrasivo suave para ajudar no polimento da superfície do dente, e também adicionar uma cintilação brilhante cosmeticamente agradável à pasta.
- «Página educativa sobre a identificação de minerais»